# Balsora
Balsora é uma comunidade não incorporada localizada no estado norte-americano do Texas, no condado de Wise. Foi fundada em cerca de 1890 sob o nome Wild Horse Prairie. A agência dos Correios foi criada sob o nome Balsora em 1894 e cessou operação no ano de 1924.